# Жангир (село)
Жангир (каз. Жәңгір) — упразднённое село в Фёдоровском районе Костанайской области Казахстана. Ликвидировано в 2009 году. Входило в состав Камышинского сельского округа.
В 1 к северу находится озеро Сорколь, на востоке — Жангирколь.

## Население
В 1999 году население села составляло 102 человека (48 мужчин и 54 женщины).